# Lasioglossum houstoni
Lasioglossum houstoni är en biart som först beskrevs av Walker 1986.  Lasioglossum houstoni ingår i släktet smalbin, och familjen vägbin. Inga underarter finns listade i Catalogue of Life.

## Bildgalleri

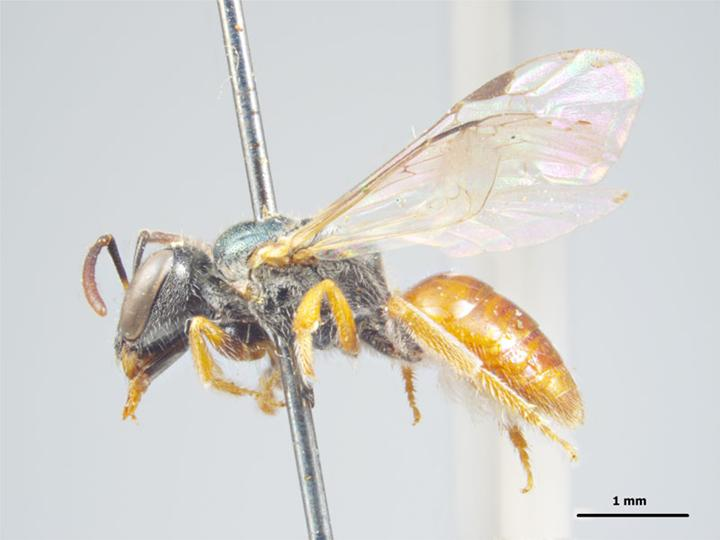